# Reed City
Reed City é uma cidade localizada no estado americano de Michigan, no Condado de Osceola.

## Demografia
Segundo o censo americano de 2000, a sua população era de 2430 habitantes.
Em 2006, foi estimada uma população de 2399, um decréscimo de 31 (-1.3%).

## Geografia
De acordo com o United States Census Bureau tem uma área de
5,1 km², dos quais 5,0 km² cobertos por terra e 0,1 km² cobertos por água.

## Localidades na vizinhança
O diagrama seguinte representa as localidades num raio de 24 km ao redor de Reed City.